# Silene pseudofortunei
Silene pseudofortunei är en nejlikväxtart som beskrevs av Y.W. Tsui och C.L. Tang. Silene pseudofortunei ingår i släktet glimmar, och familjen nejlikväxter. Inga underarter finns listade i Catalogue of Life.